# Герберт II (граф Труа)
Герберт Молодой де Вермандуа (ок. 950 — 995) — граф Мо (Герберт III) и Труа (Герберт II) с 966, граф Омуа (Герберт IV) с 984, сын графа Мо и Труа Роберта I и Аделаиды-Верры де Шалон.
Унаследовал (в 966) владения отца, затем — владения своего дяди Герберта III Старого, графа Омуа.
Сторонник короля Лотаря, Герберт помогал ему при завоевании Верхней Лотарингии и держал в заточении графа Вердена Готфрида Пленника. В 987 году, после смерти Людовика V, поддерживал герцога Нижней Лотарингии Карла (возможно — своего зятя), и был союзником Эда I де Блуа.

## Жена и дети
История не сохранила имя жены Герберта и её происхождение. Возможны три варианта: кто-то из потомства лотарингского графа Этьена или Этьена графа де Бурж; дочь графа Этьена де Жеводан.
У Герберта известен один сын:
- Этьен I (ум. ок. 1020), граф Труа, Мо, Витри и Омуа с 995.